# The Oregon Trail (1936)
The Oregon Trail é um filme norte-americano de 1936, do gênero faroeste, dirigido por Scott Pembroke e estrelado por John Wayne e Ann Rutherford.

## Produção

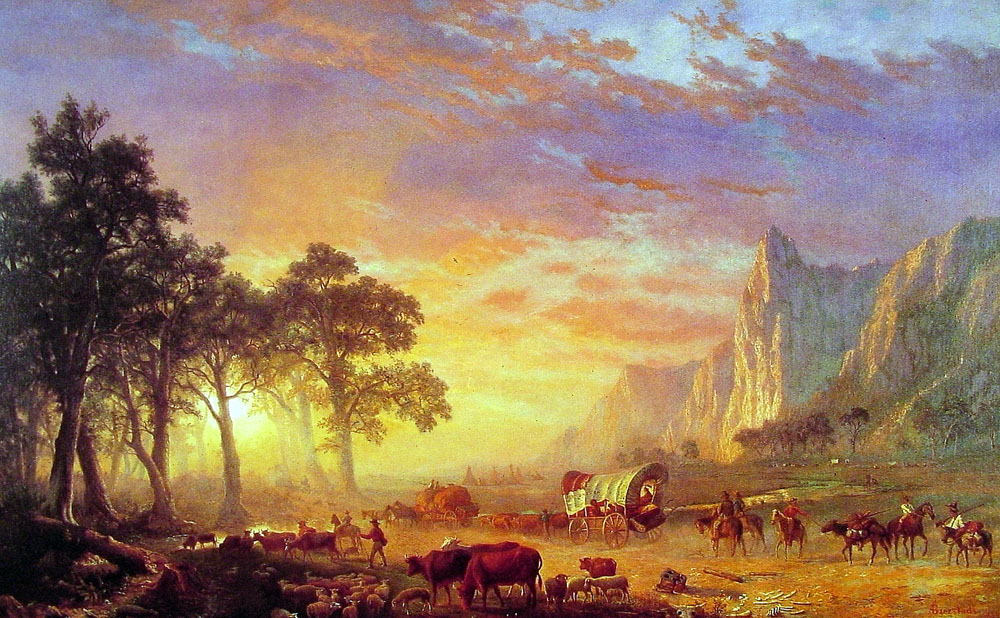
The Oregon Trail, 1869: A Rota do Oregon na visão de Albert Bierstadt.

The Oregon Trail tem muitos pontos em comum com The Big Trail e aproveita cenas de estoque, isto é, cenas feitas para outros filmes.
As filmagens foram realizadas na região de Long Pine em apenas dez dias, entre 14 e 23 de dezembro.

## Sinopse
John Delmont, capitão do Exército, tira uns dias de folga para descobrir o que causou o desaparecimento de seu pai. Ele também guia uma caravana que segue a Rota do Oregon e se apaixona por Anne, a irmã de um dos pioneiros.

## Elenco
| Ator/Atriz        | Personagem      |
| ----------------- | --------------- |
| John Wayne        | John Delmont    |
| Ann Rutherford    | Anne Ridgeley   |
| Joe Girard        | Coronel Delmont |
| Yakima Canutt     | Tom Richards    |
| Frank Rice        | Red             |
| E. H. Calvert     | Jim Ridgeley    |
| Ben Hendricks Jr. | Major Harris    |
| Harry Harvey      | Tim             |
| Fern Emmett       | Minnie          |
| Jack Rutherford   | Benton          |
| Marian Ferrell    | Sis             |
| Roland Ray        | Markey          |